# Monilipennella trapezospatha
Monilipennella trapezospatha är en tvåvingeart som beskrevs av Guercio 1918. Monilipennella trapezospatha ingår i släktet Monilipennella och familjen gallmyggor.
Artens utbredningsområde är Eritrea. Inga underarter finns listade i Catalogue of Life.